# Stazione di Fantino
La stazione di Fantino era una fermata ferroviaria posta sulla ferrovia Firenze-Faenza. Posta direttamente sulla ex strada statale 302 Brisighellese-Ravennate, serviva la località Villa Fantino nel comune di Marradi. Nel 1961 per lo scarso utilizzo è stata disattivata.

## Storia
La stazione venne attivata il 21 aprile 1893 in concomitanza con l'apertura del tronco Marradi-Borgo San Lorenzo.
Fino al 1º febbraio 1927 era denominata "Fantino Palazzuolo". Successivamente ridotta a fermata, venne chiusa il 1º ottobre 1961.

## Strutture e impianti
La fermata dispone di un fabbricato viaggiatori, abitato da privati, e di una banchina che serve il binario di corsa della linea. In passato vi era anche un secondo binario utilizzato per gli incroci e servito anch'esso da una banchina, in seguito demolita.